# Topaze (film 1951)
Topaze è un film del 1951 diretto da Marcel Pagnol, remake delle versioni del 1933 firmate da Louis J. Gasnier (con Louis Jouvet) e da Harry d'Abbadie d'Arrast (con John Barrymore) e della versione dello stesso Pagnol del 1936 con Arnaudy.